# Język bemba
Język bemba, także chibemba, iciwemba, wemba – język z rodziny bantu, używany przez lud Bemba w Zambii i przygranicznych terenach Demokratycznej Republiki Konga. W 1982 roku liczba mówiących wynosiła ok. 1,5 mln. Przez niektórych lingwistów uważany jest za hipotetyczne jądro języków bantu. Blisko spokrewniony z językiem lunda. W ciągu drugiej połowy XX wieku wykształciła się nowa odmiana, tzw. język bemba miejski, który obecnie szybko staje się językiem wehikularnym na obszarze całej Zambii. Powstaje w nim bogata literatura. Do znanych autorów zalicza się Stephen Mpashi.